# 小島瑠璃子
小島 瑠璃子（こじま るりこ、1993年〈平成5年〉12月23日 - ）は、日本のバラエティタレント、司会者、スポーツキャスター、元グラビアモデル。元ホリプロ所属。千葉県市原市出身。1児の母。愛称：こじるり。

## 略歴
2009年に「第34回ホリプロタレントスカウトキャラバン」で3万3910人の中からグランプリ受賞した。10月25日にホリプロの和田アキ子が司会を務める『アッコにおまかせ!』（TBS）で、全国ネットのテレビ番組に初めて出演する。
2010年6月からホリプロの芸能人女子フットサルチーム「XANADU loves NHC」のマネージャーを務めた。背番号はグランプリを受賞したホリプロタレントスカウトキャラバンの回数にかけて「34」とした。7月6日放送開始のアニメ『スティッチ! 〜ずっと最高のトモダチ〜』（テレビ朝日）の主題歌「みんなのゆめ」で歌手デビューした。
2012年3月29日に『おかしなガムボール』（テレビ東京）の一日PRガールを務める。3月31日からTBS制作・全国ネットのスポーツ番組『S☆1』のスタジオ進行や取材を担当する。以後TBSが日本国内の地上波テレビ放送権を有するプロボクシング中継で進行役も務めた。
2013年1月12日に『第21回全日本高等学校女子サッカー選手権大会』（TBS）のダイジェスト番組及び中継番組で、中山雅史とともにメインキャスターを担当し、翌年以降の大会も単独でメインキャスターを務めた。
2013年から『パテナの神様!』（MBS）にパネラーとして出演し、関西ローカル放送が主体の在阪局制作番組に随時出演した。2013年12月27日から2014年1月5日まで『第93回全国高校ラグビー大会』（MBS）のハイライト番組で、大畑大介とともにキャスターを担当した。出演期間中は大会に出場した高校や選手の取材も携わり、翌年以降の大会も大畑とともにキャスターに起用された。ダイジェスト番組で全回にわたってスタジオ進行や取材などを担当した。また、日本で開催された「ラグビーワールドカップ2019」の期間中は、オフィシャルブロードキャスターの日本テレビが制作する中継、関連番組、イベントなどに「応援マネジャー」として出演した。「全国高校ラグビー」は告知ポスターやCMに出演し、「第100回全国高等学校ラグビーフットボール大会」にキャスターを卒業した。
2014年に「PARCO SWIM DRESSキャンペーン」のキャンペーンガールとして起用された。3月2日に『漫才Loversスペシャル〜ytv漫才新人賞決定戦〜』（読売テレビ）で、東野幸治とともに初めて司会を担当する。9月23日に『世界バレー女子』イタリア大会中継（TBS）で、ホリプロの大林素子とともにスタジオMCを務めた。
2015年4月開始の『サタデープラス』（TBS系列）で小堺一機や丸山隆平とともにメインキャスターを担当した。2017年3月に『S☆1』のMCを卒業するまで、土曜日午前中に大阪で『サタデープラス』、東京で『S☆1』に出演した。ニホンモニターの調査によると、『おはスタ』「スーパーライブ」（テレビ東京系列）の隔週火・木の生放送レギュラーなど他番組への出演（詳細後述）も相次いだ2015年は、1月から11月までに放送されたテレビ番組の出演本数が延べ429本と女性タレントの中で最も多く、1月から6月までの上半期で延べ226本の番組に出演した。
池上彰が進行と解説を担当するテレビ東京制作の報道番組や情報番組にパネラーとして頻繁に出演し、『池上彰の選挙ライブ』に出演することもある。2017年10月22日の第48回衆議院議員総選挙開票特別番組『池上彰の総選挙ライブ』で、立憲民主党と希望の党開票センターから生中継リポートを担当した。初めて選挙関連で取材したが、政治記者やアナウンサーに劣らない取材とリポートで「こじるり無双」と俗称された。
2019年12月16日に、集英社「グラジャパ!アワード2019」検索部門賞を受賞した。
2020年7月に漫画家の原泰久と交際が報じられ、小島も8月8日放送の『みむこじラジオ!』（ニッポン放送）で交際を認めたが、2021年6月28日に破局が報じられた。
2022年8月8日に、中国での活動を見据えて2023年から中国の大学へ留学を明らかにした。8月13日に7年間MCを務めた『サタデープラス』を9月24日の放送を最後に降板することを発表。12月23日に写真集『瑠璃（るり）』を発売し、グラビアモデルとしての活動を終えた。
2023年2月末にホリプロを退社し、3月にサウナ事業を手がける実業家の北村功太と結婚。5月19日に映画『劇場版 再会長江』の舞台挨拶で結婚を正式に発表した。また、同年8月21日に第1子妊娠を報告した。2025年2月4日、夫と死別した。

## 人物
- 小学校高学年頃から中学生頃まで「変な眼鏡をかけたようなガリ勉だった」[28]。千葉県立千葉東高等学校出身[29]で、高校時代はサッカー部のマネージャーを務めた。共立女子大学中退。
- 空手経験がある[28]。
- 特技はオセロ[29][30]。
- GACKTの熱狂的ファン[31]で、他にL'Arc〜en〜Cielもファンで、3歳から4歳頃に氷室京介をテレビなどで観て興奮した[28]。好きな男性のタイプは、内面は『S☆1』で共演した爆笑問題の田中裕二[32] で、ルックスは向井理[33]である。
- ジャガー・XE[34]を所有する。
- 『パテナの神様!』で円広志と6回共演した。最後に共演した2013年8月21日放送分のスタジオ収録で円を「師匠」と呼んだことから、9月25日の最終回で「イマドキの若い子は円広志のこと（本業）を何だと思っているの」と街頭調査した。
- 2014年12月14日（現地時間：日本時間同15日）にTBSの企画でホノルルマラソンに参加して初のフルマラソンを6時間5分43秒で完走した[35]。2015年も5時間30分以内の完走を目標に参加して前年より遅い6時間9分58秒で総合順位10,598位（女性出場者4,691人中4,215位）となり2年連続で完走した。
- 歌手を目指して芸能界入りしたが、バラエティ班の居心地が良すぎて初心を忘れた。憧れの歌手は板野友美で、番組共演以来プライベートでも親交がある[36]。
- 女優業は「せりふとなると本当にせりふくさくなっちゃいそうで心配」と乗り気ではない[37]。
- ミッツ・マングローブ、クリス松村、ピーター（池畑慎之介☆）ら「新宿二丁目関係」の有名人と親交が多い[28]ことを自称する。
- デヴィ・スカルノはかつて共演NGであったが、小島が謝罪して和解し、2020年に7年ぶりで『クイズ!THE違和感』で共演した[38]。

### 親族
- 家族構成は父（実家は館山市[39]）、母、2歳下の弟[28]。亡き夫はHabitatを経営する北村功太[24]で、北村は小島家に婿入りした。子供は長男がいる。

## 作品

### 音楽配信
小島瑠璃子 feat．小澤ちひろ
- みんなのゆめ - 『スティッチ! 〜ずっと最高のトモダチ〜』の主題歌

### 映像作品
DVD
| 発売日        | タイトル          | 規格品番          | メーカー                 |
| ------------- | ----------------- | ----------------- | ------------------------ |
| 2011年11月2日 | こじるりx3参上!!! | ENFD-5346         | イーネット・フロンティア |
| 2012年3月30日 | You-瑠璃          | SBVD-0137         | エスデジタル             |
| 2013年3月6日  | 田代県立小島高校  | ENTU-007 ENTU-008 | イーネット・フロンティア |

### 写真集
- こじるりっ!（2013年7月10日、集英社）ISBN 978-4087806878[40]
- 瑠璃 （2022年12月23日、集英社）ISBN 978-4087901023

## 出演

### テレビ
現在の出演番組 
 特別番組 
- 全国高校ラグビー大会ハイライト番組（2013年度 - 2020年度、MBS） - 第93回大会から第100回記念大会まで、大畑大介と共にキャスターを担当[注釈 3]
- 世界の超S級危険生物コレクション（2013年4月3日、TBS） - 進行役
- ytv漫才新人賞決定戦（2014年3月2日、読売テレビ） - 司会
- 明石家さんまの転職DE天職（日本テレビ）
- 想像を絶するテレビ（2014年9月25日・2015年12月10日・2016年9月22日、読売テレビ・日本テレビ） - 進行役
- 有吉の壁（2015年4月7日、日本テレビ） - 進行役
- キワミコトノハ得心寺！（2015年4月30日、NHK BSプレミアム） - 司会
- 歌がうまい王座決定戦スペシャル（2015年7月17日・2016年1月1日・5月20日、フジテレビ） - 司会
- 第49回日本有線大賞（2016年12月5日、TBS） - 司会
- 野球の未来へ。侍ジャパン目指せ世界一!（2016年10月7日 - 12月23日、TBS） - ナビゲーター
- MBS開局65周年記念特別番組「アートの日」アーッと驚く!カンサ偉ジン博覧会（2017年3月25日[注釈 4]、MBS） - 『サタデープラス』メインキャスター陣の1人である丸山と共にMCを担当
- TXN衆院選SP 池上彰の総選挙ライブ（2017年10月22日）
- 日曜夕方の池上ワールド（テレビ東京）
- 至極の楽園 世界の海をのぞいて見よう!（BS日テレ） - ナビゲーター
  - 至極の楽園 世界の海をのぞいて見よう!（2018年8月18日）
  - 至極の楽園 世界の海をのぞいて見よう!2（2019年1月4日）
  - 至極の楽園 世界の海をのぞいて見よう!3（2019年）
  - 至極の楽園 世界の海をのぞいて見よう!4（2020年1月19日）
  - 世界ふしぎ発見！ 1500回シリーズ 大発見！キングダムの世界（2019年1月12日、TBS） - ミステリーハンター
- 最強スポーツ統一戦（2018年12月30日・2019年12月30日、フジテレビ） - MC

 過去の出演番組 
- さまぁ〜ZOO（2011年4月10日 - 2012年3月28日、テレビ東京）
- 田代県立小島高校（2011年5月20日 - 2017年7月18日、アイドル専門チャンネルPigoo）
- すイエんサー（2011年10月4日 - 2015年3月24日、NHK Eテレ）
- 女神降臨 #36（2012年2月3日、MONDO TV）
- ソモサン・セッパ!（2012年10月16日 - 2013年3月19日、フジテレビ）
- パテナの神様!（2013年、MBS） - 2月13日放送分で初登場。9月の番組終了まで、スタジオパネラーとして通算で7回出演。
- ヒルナンデス!（2013年4月3日 - 2020年3月26日、日本テレビ） - 水曜日レギュラー（2013年4月3日 - 2017年3月29日）→木曜日レギュラー（2017年4月6日 - 2020年3月26日）[41]
- 奇跡のムチャぶり大作戦 ムチャレンジ!!（2013年5月7日 - 28日、関西テレビ）
- クイズ・ソモサン・セッパ!（2013年7月8日 - 2014年3月28日、フジテレビ）
- いらこん（2013年10月 - 2016年3月、フジテレビ） - 月1回放送
- 板野パイセンっ!!〜今ドキ女子バックアップバラエティ（2014年4月27日 - 9月21日、TBS）
- おはスタ SUPER LIVE（2015年4月7日 - 2016年4月1日、テレビ東京） - 火曜日・木曜日。火曜日は春香クリスティーンと隔週交代で出演。
- ますおか&こじるりのベタな旅人トラベター（北海道放送）
- 幸せ追求バラエティ 金曜日の聞きたい女たち（2016年4月22日 - 8月26日、フジテレビ）
- アナザースカイ（2017年7月14日、日本テレビ）
- 大堀商事小島事業部新人山根（2017年8月16日 - 2020年6月18日、アイドル専門チャンネルPigoo）
- ワールドカップ応援TV ONEラグビー（2019年2月24日 - 10月20日、日本テレビ） - MC
- 朝からみのもんた（2020年8月9日 - 9月6日、読売テレビ） - パートナー
- サイエンスZERO（2018年4月8日 - 2022年3月27日、NHK Eテレ） - ナビゲーター[42]
- 大堀商事小島事業部新人バイトゆう歩（2020年7月16日 - 2022年6月18日、アイドル専門チャンネルPigoo）
- アッコにおまかせ!（TBS系） - 準レギュラー
- サタデープラス（2015年4月4日 - 2022年9月24日、MBS） - メインキャスター[43][22][44]
- プレミアの巣窟（2013年4月16日 - 2022年9月25日、フジテレビ） - サブMC
- チバジン what a beautiful life（2021年12月29日、千葉テレビ）[45]

 スポーツ番組 
- S☆1（2012年3月31日 - 2017年3月26日、TBS） - メインキャスター[46]
- UEFA EURO2012（2012年6月 - 7月、TBS） - EUROサポーター
- 全日本高等学校女子サッカー選手権（TBS） - スペシャルサポーター（メインキャスター）
  - 第21回全日本高等学校女子サッカー選手権（2013年1月）
  - 第22回全日本高等学校女子サッカー選手権（2014年1月）
  - 第23回全日本高等学校女子サッカー選手権（2015年1月）
  - 第24回全日本高等学校女子サッカー選手権（2016年1月）
  - 第25回全日本高等学校女子サッカー選手権（2016年12月 - 2017年1月）
  - 第26回全日本高等学校女子サッカー選手権（2017年12月 - 2018年1月）[47]
  - 第27回全日本高等学校女子サッカー選手権（2019年1月）
- 全国高校ラグビー大会（MBS） - キャスター
  - 第93回全国高校ラグビー大会（2013年12月 - 2014年1月）
  - 第94回全国高校ラグビー大会（2014年12月 - 2015年1月）
  - 第95回全国高校ラグビー大会（2015年12月 - 2016年1月）
  - 第96回全国高校ラグビー大会（2016年12月 - 2017年1月）
  - 第97回全国高校ラグビー大会（2017年12月 - 2018年1月）
  - 第98回全国高校ラグビー大会（2018年12月 - 2019年1月）
  - 第99回全国高校ラグビー大会（2019年12月 - 2020年1月）
  - 第100回全国高校ラグビー大会（2020年12月 - 2021年1月）
- 2014年バレーボール女子世界選手権（2014年9月、TBS） - MC
- 2016別府大分毎日マラソン（2016年2月、RKB・OBS） - スペシャルナビゲーター
- クロスカントリー日本選手権（RKB）
  - クロスカントリー日本選手権2016（2016年2月） - ナビゲーター (MC)
  - クロスカントリー日本選手権2017（2017年2月） - ナビゲーター (MC)
- ラグビーワールドカップ2019（2019年2月 - 11月、日本テレビ） - 応援マネージャー

 テレビドラマ 
- コック警部の晩餐会（2016年10月 - 12月、TBS） - ヒロイン・七瀬あずみ 役[48]

### ウェブテレビ
- 岡田&こじるり 違うdeSHOW!（2016年12月 - 2017年3月、AbemaTV・AbemaNews） - MC
- Wの悲喜劇（2018年1月 - 2月、AbemaTV・AbemaNews） - お留守番MC

### ラジオ
- さまぁ〜ず三村マサカズと小島瑠璃子の「みむこじラジオ!」（2016年4月9日 - 2022年3月、ニッポン放送）
- いいこと、聴いた（2021年10月3日 - 2022年9月25日、TOKYO FM）

### CM
- 永谷園 『梅干し茶漬け』『松茸の味お吸いもの』『あさげ』
  - 麦の穂[注釈 5] ビアードパパ 「止まらない」篇（2017年12月15日 - ）[49]
- セガトイズ 『新茶犬のおうち』
- ベルクラシック 『Aya na ture』（2014年1月 - ）
- パズドラZ（2013年） ※同じホリプロ所属の足立梨花・佐野ひなこと共演
- グリコ乳業 『カフェオーレ』（2014年6月 - ） ※WaT（ウエンツ瑛士・小池徹平）と共演
- PARCO 「2014夏パルコグランバザール」（2014年6月 - ）[50]
- LINEゲーム「LINEレンジャー小島瑠璃子篇」（2015年2月 - ）[51]
- ロート製薬『OXY』（2015年3月 - ）
- チケットキャンプ（2015年）[52]
- セブンナイツ（2016年）[53]
- タカラトミーアーツ「プリパラおうえん大使」（2016年）[54]
- ブラザー工業『PRIVIO』「あなたにぴったり年賀状」篇（2016年12月2日 - ）[55][56]
- ピタットハウス「ダンス篇」（2016年12月8日 - ）
- モンデリーズ・ジャパン「クロレッツ」スッキリガム総選挙キャンペーン（2017年） ※田村淳・東国原英夫・松崎しげる・ryuchellと共演
- SBI損保 「自動車保険」「ガン保険」
  - 「こじるり登場」篇（2018年7月23日 - ）[57]
  - 「同じ車でも節約」篇 / 「がんのリスク」篇（2019年6月1日 - ）[58]
  - 「助手席に小島さん」篇（2019年11月7日 - ）[59]
  - 「SBI損保 やすいだけじゃない宣言」篇（2020年8月11日 - ）[60]
  - 「あなたの追い風になる」篇 / “「やすさ」満足度、いちばんへ。”篇（2021年12月4日 - ）[61]
- リクルート『タウンワーク』「バイトの神様」シリーズ（2019年1月1日 - ）[62]
- キリンビール のどごし＜生＞
  - 「工場で日本一！ 小島瑠璃子」篇（2019年2月12日 - ）[63]
  - 「キンキンの差し入れ 小島瑠璃子」篇 （2019年6月15日 - ）[64]
- 花王 ロリエ『Deo+（デオプラス）』（2020年9月 - ）
- グラクソ・スミスクライン・コンシューマー・ヘルスケア・ジャパン シュミテクト やさしくホワイトニングEX（2020年10月1日 - ）[65]

### 広告
- 平成26年全国消費実態調査ポスター（2014年、総務省統計局）
- 外務省「海外安全キャンペーン」（2015年） - イメージキャラクター[66]
- 平成28年度全国安全週間ポスター（2016年、中央労働災害防止協会）
- 平成28年度行政書士制度PRポスター（2016年、日本行政書士会連合会）[67]
- 環境省「2100年 未来の天気予報」（2019年）[68]

### MV
- スキマスイッチ「ハナツ」（2015年）
- I Don't Like Mondays.「LEMONADE」（2018年） - 友情出演

### 吹き替え
- インクレディブル・ファミリー（2018年） - ヴォイド 役[69]

### 声の出演
- みいつけた!さん（2020年9月 - 、NHK Eテレ） - ちゃんるり 役

### 舞台
- SUMMERS LIVE 8（2011年5月26日 - 29日、天王洲 銀河劇場）
- レジェンドオブふなっしー（2016年6月30日 - 7月31日、DMM VR THEATER） - ラフラン 役（声の出演）[70]

### ゲーム
- プロサッカークラブをつくろう!（2013年）

### イベント
- クイーンステークス（2014年8月3日、札幌競馬場） - プレゼンター[注釈 6]
- 新潟県・十日町雪まつり（2016年） - PR大使[71]
- 千葉県観光・ちばアクアラインマラソン応援団長（2016年）